# Casevecchie
Casevecchie (kors. Casevechje) – miejscowość i gmina we Francji, w regionie Korsyka, w departamencie Górna Korsyka.
Według danych na rok 1990 gminę zamieszkiwało 87 osób, a gęstość zaludnienia wynosiła 10 osób/km².